# Culotte menstruelle

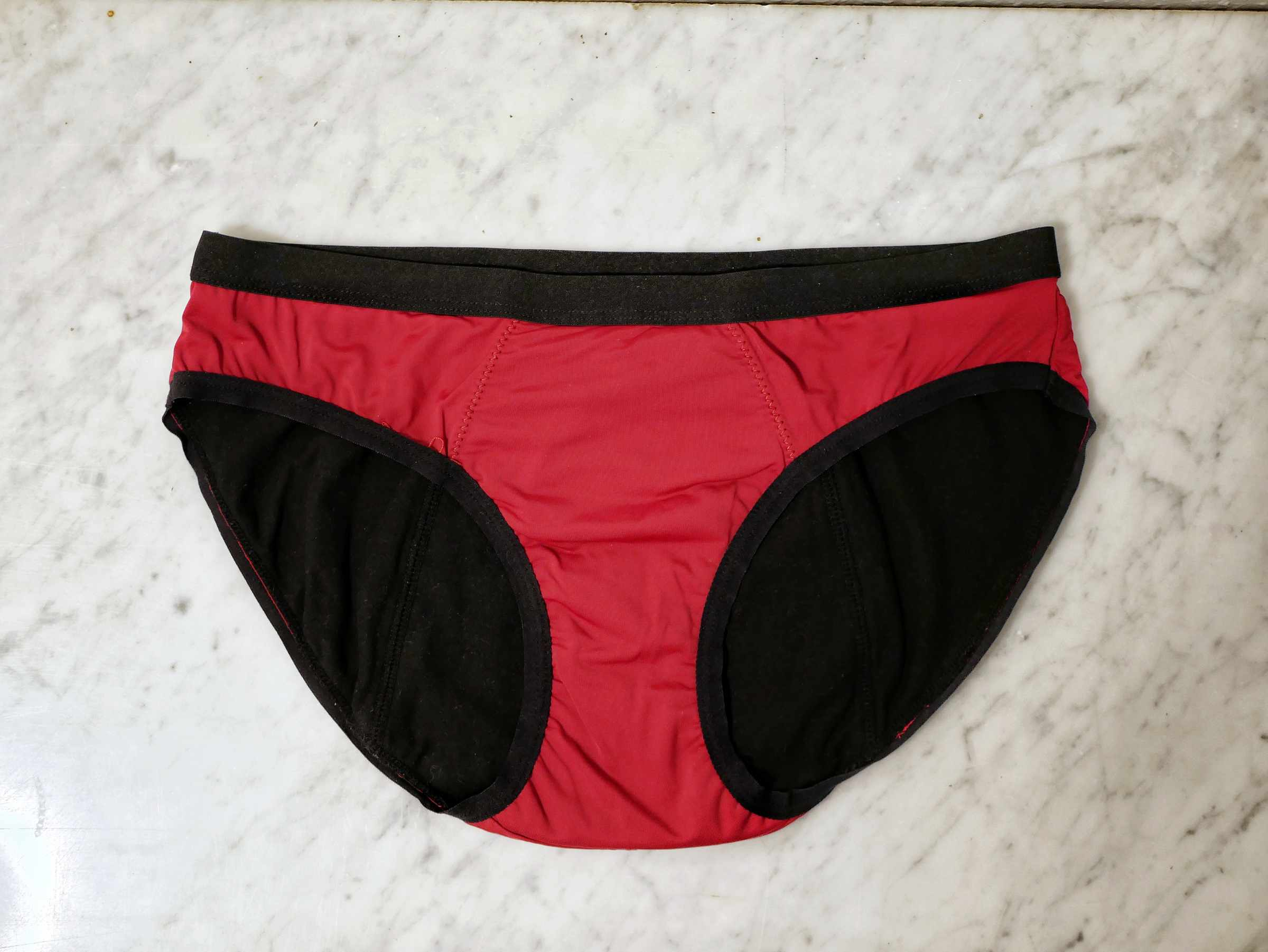
Une culotte menstruelle.

Une culotte menstruelle, culotte périodique, ou culotte de règles, est une protection périodique externe et lavable destinée à absorber le flux sanguin des règles, les retours de règles et les pertes blanches.

## Histoire
La première culotte menstruelle à être créée l'est en 2014 sous la marque Thinx, aux États-Unis. Thinx est une société new-yorkaise fondée quelques années auparavant, en 2011 ; elle est initialement spécialisée dans les tampons hygiéniques. D'autres sociétés suivent ensuite comme la société canadienne Aisle Underwear.
En France, en 2017, est créée la marque Fempo, suivie en juin 2018 de Marguette ; puis de nombreuses marques apparaissent sur le marché en 2019. De nombreuses enseignes, dont des marques déjà implantées de façon significative sur le marché des sous-vêtements ou de l'hygiène, comme Etam, Dim, ou Nana, ont mis au point et vendent aussi ce type de protections, depuis les années 2020,,,, principalement en ligne.

## Description

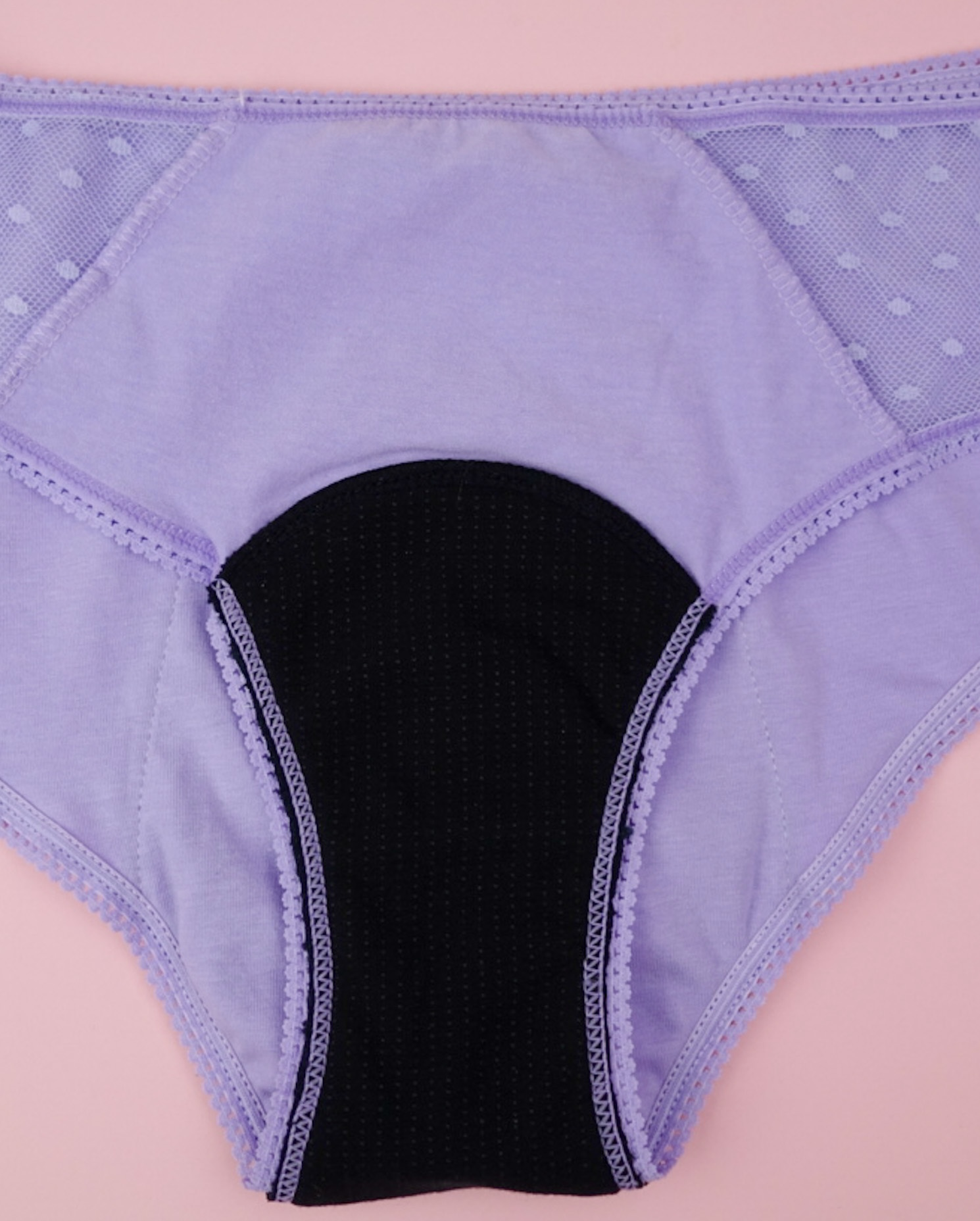
Intérieur d'une culotte menstruelle, avec sa partie absorbante au centre.

La culotte menstruelle est une protection périodique lavable utilisée par les femmes pendant leurs règles. Elle ressemble aux sous-vêtements féminins classiques, comme les culottes, shortys et les strings. Elle est pour cela déclinée en plusieurs variantes, avec plusieurs coupes, y compris pour les jeunes. Une culotte menstruelle est composée de plusieurs couches de tissu : une couche imperméable, un couche absorbante et une couche de coton. En fonction de l'épaisseur de l'absorbant et de la largeur de la zone technique, elle s'adapte à différents types de flux, de légers à abondants voire hémorragiques.
Certains modèles sont conçus pour être portés avec une autre protection périodique, en complément de cette dernière. Depuis, l'offre sur le secteur s'est considérablement étoffée et il existe désormais des cyclistes menstruels, des leggings menstruels ou encore des maillots de bain menstruels.

## Utilisation
Une culotte menstruelle peut être portée toute une journée, seule ou en complément d'une autre protection. Après utilisation, elle doit être rincée à l'eau froide, puis lavée à basse température dans un lave-linge, sans détergent ni assouplissant,, et enfin mise à sécher. Les fabricants de culottes menstruelles recommandent de faire sécher la culotte de règles à l'air libre uniquement, car la chaleur du sèche-linge peut endommager la membrane imperméable.
Avant sa première utilisation, et pour développer la capacité d'absorption du tissu absorbant, il est nécessaire de laver plusieurs fois la culotte menstruelle. Pour ne pas encrasser la zone absorbante, attention également de ne pas utiliser n'importe quelle lessive à l'instar des couches lavables.

## Avantages et inconvénients
Cette protection est conçue pour être aussi discrète et confortable qu'un sous-vêtement classique, ne bougeant pas pendant les mouvements, et dispose de plusieurs variantes de coupes,. Utilisée seule, elle ne perturbe pas la flore vaginale et ne risque pas de provoquer d'infection. Conçue pour absorber l'équivalent de deux tampons de sang suivant les modèles, elle s'avère davantage adaptée aux flux de sang légers qu'aux flux importants durant lesquels des fuites de sang sur les vêtements peuvent avoir lieu. Cela reste cependant très rare.
Aujourd'hui, on en retrouve dans tous les magasins de vêtements et de sous-vêtements. Il y a de nombreux choix, et souvent des réductions lorsque l'on en achète plusieurs. Leur prix à l'achat est élevé (entre 20 et 30 euros) et se cumule au fait qu'il faut plusieurs culottes menstruelles pour couvrir l'ensemble de la période des règles, ce qui peut nécessiter un investissement important au départ. Cependant, cela se révèle rentable à long terme, car on n'a plus le besoin d'acheter de serviettes hygiéniques ou de tampons,. Les culottes menstruelles nécessitent un entretien particulier et doivent de préférence être lavées à la main, avec un savon sans glycérine, comme les serviettes hygiéniques lavables, ou lors d'un cycle à froid et doux en lave-linge. Une culotte menstruelle peut s'avérer difficile à changer à l'extérieur, il faut donc s'en munir de deux. Le traitement du revêtement absorbant avec des nanoparticules d'argent chez certaines marques pose également question du point de vue environnemental et sanitaire. Les culottes menstruelles restent un bon moyen d'utiliser moins de plastique que lorsque l'on achète des serviettes hygiéniques avec beaucoup d'emballage.

## Commercialisation
De nombreuses marques commercialisent ce type de protection. L'association française 60 Millions de consommateurs met en garde en 2020 contre les produits de mauvaise qualité vendus comme culottes menstruelles, notamment à travers les réseaux sociaux. Elle conseille d'acheter des marques françaises ou bien de confectionner soi-même ses propres culottes menstruelles.